# Brother Louie
〈Brother Louie〉（路易兄弟）是1986年德国流行乐队摩登語錄合唱團推出的第三张专辑《Ready for Romance》中的第一首歌曲。发行后便获得当年英国排行榜第四名。这首歌因为旋律轻快，被翻唱为50多种语言，在欧洲和亚洲一炮而红。

## 歌曲MV
Brother Louie的MV由皮特·韦里奇（Pit Weyrich）执导，其中包含了1984年电影《美国往事》的片段，穿插在舞台上的情境中，舞台上的乐队成员在环绕粉丝的舞蹈中进行演奏。

## 榜单
| 1986年                               | 最高位 |
| ------------------------------------ | ------ |
| 奥地利（Ö3四十强单曲榜）             | 2      |
| 比利时佛兰德（Ultratop五十强单曲榜） | 5      |
| 加拿大（《RPM》热门单曲榜）          | 67     |
| 丹麦 (Tracklisten)                   | 2      |
| 欧洲 (European Hot 100 Singles)      | 6      |
| 芬兰 (Suomen virallinen lista)       | 1      |
| 法国（法國唱片出版業公會單曲榜）     | 6      |
| 希腊 (IFPI)                          | 1      |
| 愛爾蘭（愛爾蘭唱片音樂協會单曲榜）   | 2      |
| 荷兰（荷蘭四十強單曲榜）             | 20     |
| 荷兰（百强单曲榜）                   | 16     |
| 挪威（世道單曲榜）                   | 8      |
| 南非 (Springbok Radio)               | 1      |
| 西班牙（西班牙音樂製作協會）         | 1      |
| 瑞典（瑞典最熱榜）                   | 1      |
| 瑞士（瑞士热门音乐榜）               | 2      |
| 英國（官方榜单公司單曲榜）           | 4      |
| 西德（GfK娱乐榜单）                  | 1      |

| 榜单（2022）           | 最高位 |
| ---------------------- | ------ |
| 匈牙利（四十強單曲榜） | 15     |

| 1986年年榜                      | 位置 |
| ------------------------------- | ---- |
| 奥地利 (Ö3 Austria Top 40)      | 23   |
| 比利时 (Ultratop 50 Flanders)   | 28   |
| 欧洲 (European Hot 100 Singles) | 7    |
| 南非 (Springbok Radio)          | 2    |
| 瑞士 (Schweizer Hitparade)      | 25   |
| 英国单曲 (OCC)                  | 56   |
| 西德 (Official German Charts)   | 14   |

## 翻唱版本
- 邓洁仪的《路灯下的小姑娘》这首歌的普通话翻唱版本，被收录于1987年广东音像出版社发行的《87’狂热》迪斯科专辑中。在1980年代后半风靡中国大陆的迪斯科舞厅。歌曲中“亲爱的，小妹妹，不要不要哭泣。”一词为大众所熟知。
- 香港歌手林姗姗的《连锁反应》是这首歌的粤语翻唱版本。这首歌的英文部分来自Modern Talking的另一首歌《Cheri Cheri Lady》的副歌部分。
- 美国越南裔歌手娇娥的《Tình yêu Brother Louie》是这首歌的越南语版本。

## 评价
Brother Louie 具有欧洲舞曲风格，节奏动感、时尚，即便是现在听起来依然不显得过时。现代人们或许对于 Brother Louie 这首歌的歌名不熟悉，但对这个曲调一定会不陌生。

## 佚事
1980年代，此曲的副歌被改篇成駱駝漆的廣告，口號是「油（髹）乜都一流」。